# St. Michael (Friedhofskirche Nägelstedt)

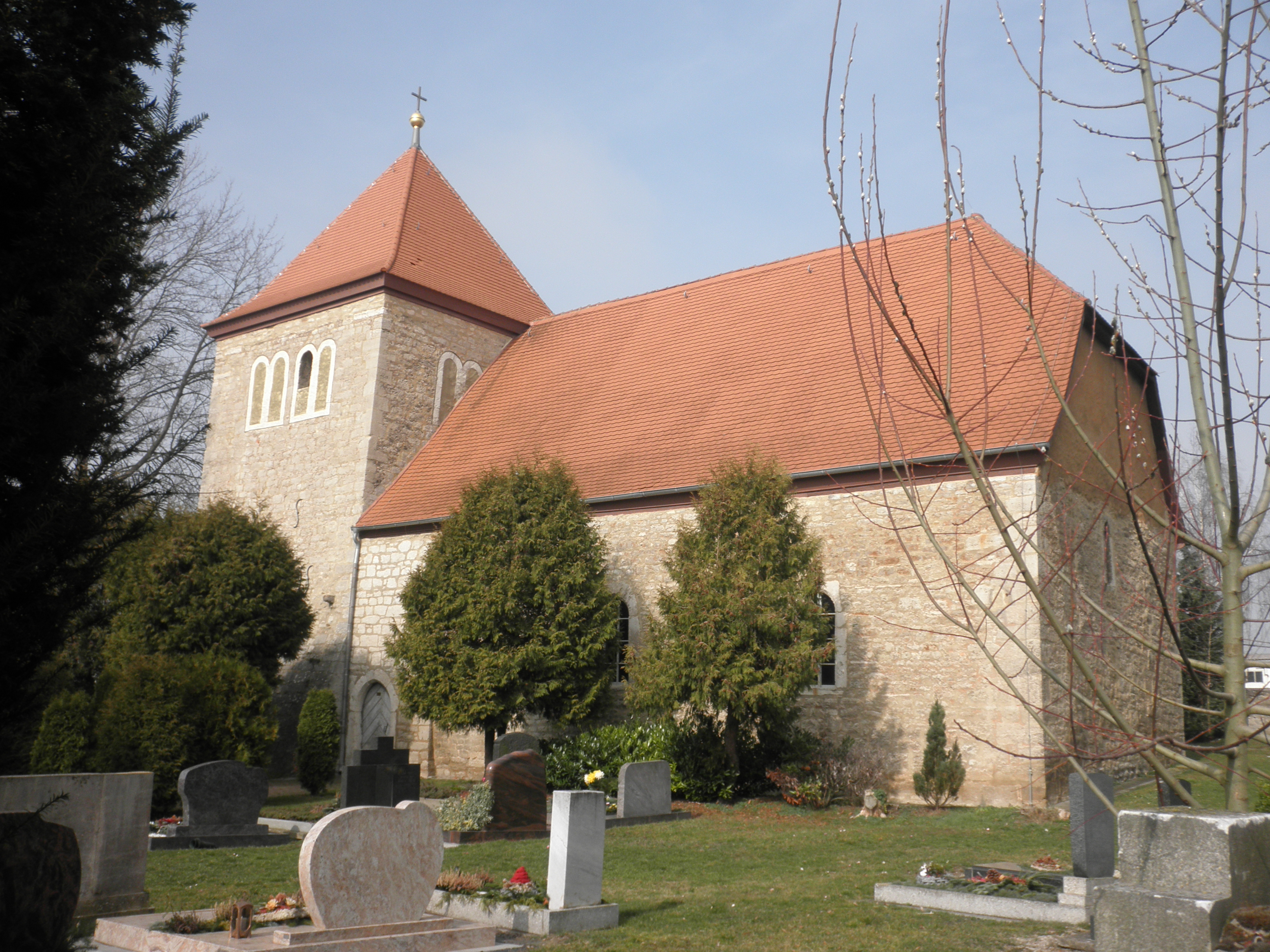
St. Michael

Die evangelisch-lutherische Friedhofskirche St. Michael steht im westlichen Oberdorf von Nägelstedt, einem Ortsteil von Bad Langensalza im Unstrut-Hainich-Kreis in Thüringen. Sie gehört zur Pfarrstelle Großvargula im Kirchenkreis Mühlhausen der Evangelischen Kirche in Mitteldeutschland.

## Beschreibung
Die spätromanische St.-Michael-Kirche wurde im Bauernkrieg zerstört. Im 16./17. Jahrhundert wurde sie wieder aufgebaut. Gegenüber dem Vorgängerbau ist die heutige Saalkirche verändert, sie wurde 1828 und 1960 renoviert. Die alten Fenster im Langhaus, das mit einem Krüppelwalmdach bedeckt ist, wurden vermauert, ebenso das Ochsenauge. Der Turm im Westen bekam ein Pyramidendach. Seine Klangarkaden sind als Biforien ausgestaltet. Der Innenraum ist mit einem flachen Tonnengewölbe überspannt. Der Turm ist durch einen hohen spitzbogigen Chorbogen zum Kirchenschiff geöffnet. Die Empore im Norden ist gestaffelt, die im Westen ist hoch gelegen. Die Kanzel ist aus dem 17. Jahrhundert. Für die Opfer der Pest von 1597 und von 1693 sind Epitaphe vorhanden, ferner Grabsteine mit Inschriften aus dem 16./17. Jahrhundert und Totengedenkkästen aus dem 19. Jahrhundert.